# Newaukum
Newaukum (korábban Newaucum) az Amerikai Egyesült Államok északnyugati részén, Washington állam Lewis megyéjében elhelyezkedő önkormányzat nélküli település.
Newaucumban 1856-ban, valamint 1907-ben működött postahivatal.